# منتدى الأفلام السعودي
منتدى الأفلام السعودي، تم إطلاق المنتدى في 1 أكتوبر 2023م في نسخته الأولى، وافتتحه نائب وزير الثقافة حامد بن محمد فايز في مدينة الرياض، برعاية الأمير بدر بن عبد الله بن فرحان وزير الثقافة رئيس مجلس إدارة هيئة الأفلام.
يعد المنتدى حدثاً سنوياً يساهم في تطوير الصناعة الحيوية والتعريف بأهمية الأفلام في المملكة العربية السعودية بحضور نخبة من صانعي الأفلام العرب والعالميين، وعدد من المخرجين والممثلين الوطنيين والإقليميين والعالميين وخبراء الصناعة في المملكة.

## الركائز الأساسية
تجمع هذه المنصة الركائز الأساسية والجهات ذات الصلة؛ لتعزيز صناعة الأفلام والترويج لها، والتعريف بأهميتها على الاقتصادات الوطنية، والفرص الاستثمارية في هذا المجال، وذلك عبر ثلاثة محاورٍ رئيسية، وهي:
- اتجاهات الصناعة.
- الممارسات العالمية.
- التحديات والفرص في صناعة الأفلام.

## أقسام المنتدى
يتألف المنتدى من معرض يضم نخبة من الشركات المحلية والإقليمية والعالمية المعنية بسلسة القيمة والتي تستعرض أهم الفرص والابتكارات، إلى جانب مؤتمر متخصص يناقش أبرز المواضيع المتعلقة بالإمكانيات التمويلية والإجراءات التنظيمية في مجال صناعة الأفلام.

## تاريخ الملتقى

### النسخة الثانية 2024
أقيمت من 9 إلى 12 أكتوبر 2024م، وتضمن الملتقى في نسخته الثانية برنامجاً ثقافياً اشتمل على أكثر من 35 فعالية بمشاركة أكثر من 65 متحدثاً بارزاً، منها 30 جلسة حوارية، و15 ورشة عمل متخصصة، وجلسات لحديث الأفلام و(ماستر كلاس)، في شتى مجالات صناعة الأفلام.
كما اشتمل المعرض في النسخة الثانية على مجموعة من المناطق التفاعلية؛ أبرزها منطقة «الأعمال»لتوقيع الاتفاقيات وإبرام الشراكات بين الشركات العاملة في قطاع الأفلام، ومنطقة «الاستشارات»  التي تقدم إرشادات مختصة في صناعة الأفلام بجوانب مختلفة؛ من التمويل إلى منهجيات العمل، بالإضافة إلى منصة لتسجيل أصحاب المهن الحرة في مجال الأفلام، وربطهم بالشركات التي تحتاج إلى خدماتهم، إضافة لمنطقة «التجارب الحية»، وتتيح للزوار تجربة محاكاة بيئة استوديوهات تصوير الأفلام، وأداء أدوار الممثل والمصور والمخرج.
واستضافت الجلسات المصاحبة للملتقى عدداً من الشخصيات من أبرزها: الأمير تركي الفيصل، رئيس مجلس إدارة مركز الملك فيصل للبحوث والدراسات الإسلامية، والممثل العالمي ويل سميث.